# The Show (Reddi)
The Show è il singolo di debutto del gruppo musicale dano-svedese Reddi, pubblicato il 10 febbraio 2022 su etichetta discografica Universal Music Denmark.

## Descrizione
Il 10 febbraio 2022 è stato confermato che con The Show le Reddi avrebbero preso parte al Dansk Melodi Grand Prix, il programma di selezione del rappresentante della Danimarca all'Eurovision Song Contest. Il brano è stato pubblicato in digitale il giorno stesso. In occasione dell'evento, che si è svolto il successivo 5 marzo, le Reddi sono state incoronate vincitrici dal voto del pubblico, diventando di diritto le rappresentanti danesi a Torino. Nel maggio successivo le Reddi si sono esibite durante la prima semifinale della manifestazione europea, dove si sono piazzate al 13º posto su 17 partecipanti con 55 punti totalizzati, non riuscendo a qualificarsi per la finale.

## Tracce
Testi e musiche di Chief 1, Remee, Ihan Haydar, Julia Fabrin Jakobsen.
1. The Show – 3:00